# TIME AXIS
『TIME AXIS』（タイム・アクシス）は、エース清水のソロ・アルバム。

## 概要
エース清水（現：ACE）が聖飢魔II在籍中に発表した唯一のソロ・アルバム。聖飢魔IIの世界観とは違い、多彩なスタイルギターとシンセサウンドを多用した、メロディアスでダンサブルな楽曲を含むアルバムとなっている。
聖飢魔II解散後、エース清水はこのアルバム製作時タッグを組んだ元グラスバレーの本田海月と共にface to aceを結成し、ミュージシャンとしての活動を再開させた。
2016年2月17日には、リマスタリングを施し、Blu-spec CD 2仕様で再発売した。

## 収録曲
1. Tearless Angel
作詞：KEN蘭宮 / 作曲：エース清水 / 編曲：本田恭之
2. Bring You Back To Me
作詞：Cathy / 作曲：エース清水 / 編曲：本田恭之
全英詞。
3. Disharmony
作詞：Bob Dyer / 作曲：エース清水 / 編曲：本田恭之
全英詞。つのだ☆ひろがドラムを担当している。
4. Waking Up
作詞：KEN蘭宮 / 作曲：エース清水 / 編曲：本田恭之
5. Flow
作詞：本田恭之・KEN蘭宮 / 作曲・編曲：本田恭之
6. One For The Road (in memory of Sir. Freddie Green)
作曲：エース清水 / 編曲：Wrecter・H
ジャズギタリストのフレディ・グリーンに捧げたインストゥルメンタル。
7. Street Games
作詞：エース清水・Bob Dyer / 作曲：エース清水 / 編曲：本田恭之
全英詞。
8. カラックスの白日夢 (Daydream of Carax)
作詞・作曲：エース清水 / 編曲：本田恭之
9. 彷徨 SA・MA・YO・I
作詞・作曲：エース清水 / 編曲：本田恭之
10. Higher Self (Silent eyes, Silent heart)
作詞：只野菜摘 / 作曲：エース清水 / 編曲：本田恭之